# Segun Odegbami
Patrick Olusegun „Segun” Odegbami (ur. 27 sierpnia 1952 w Lagos) – nigeryjski piłkarz grający na pozycji napastnika. W swojej karierze rozegrał 47 meczów i strzelił 22 gole w reprezentacji Nigerii. Jego brat Wole również był piłkarzem i reprezentantem kraju.

## Kariera klubowa
Całą swoją karierę piłkarską Odegbami spędził w klubie Shooting Stars FC. Zadebiutował w nim w 1970 roku w pierwszej lidze nigeryjskiej i grał w nim do 1984 roku. Trzykrotnie wywalczył z nim mistrzostwo Nigerii w sezonach 1976, 1980 i 1983 oraz zdobył trzy Puchary Nigerii w sezonach 1971, 1977 i 1979.

## Kariera reprezentacyjna
W reprezentacji Nigerii Odegbami zadebiutował 16 października 1976 roku w zremisowanym 0:0 meczu eliminacji do MŚ 1978 ze Sierra Leone, rozegranym we Freetown. W 1978 roku został powołany do kadry na Puchar Narodów Afryki 1978. Wystąpił w nim w pięciu meczach: grupowych z Górną Woltą (4:2), w którym strzelił dwa gole, z Ghaną (1:1), w którym strzelił gola i z Zambią (0:0), w półfinałowym z Ugandą (1:2) i o 3. miejsce z Tunezją (2:0). Z Nigerią zajął 3. miejsce w tym turnieju. Z trzema strzelonymi golami został Królem Strzelców turnieju oraz wybrano go do Najlepszej Jedenastki turnieju.
W 1980 roku Odegbami był w kadrze Nigerii na Igrzyska Olimpijskie w Moskwie, a także na Puchar Narodów Afryki 1980. W tym pucharze wystąpił w pięciu meczach: grupowych z Tanzanią (3:1), w którym strzelił gola, z Wybrzeżem Kości Słoniowej (0:0) i z Egiptem (1:0), półfinałowym z Marokiem (1:0) i finałowym z Algierią (3:0), w którym strzelił dwa gole. Z Nigerią wywalczył mistrzostwo Afryki. Z trzema strzelonymi golami został Królem Strzelców turnieju oraz wybrano go do Najlepszej Jedenastki turnieju. W kadrze narodowej grał do 1982 roku. Wystąpił w niej 47 razy i strzelił 22 gole.